# Helsingborgs historia (bokverk)
Helsingborgs historia är en stadsmonografi som behandlar i synnerhet Helsingborgs historia, men även i viss mån den närliggande traktens historia. Verket utges av Helsingborgs stads historikkommitté och är Sveriges mest omfattande ortsmonografi, sedan 2023 bestående av nio delar i 18 volymer, spännande från forntid till nutid fram till 2015. De 15 först utgivna volymerna berättar nästan uteslutande Helsingborgs och de 1905 till 1918 inkorporerade kommunernas historia, medan de två utgivna volymerna i den åttonde delen fokuserar på de fyra år 1971 inkorporerade kommunernas äldre historia. Första delen av den nionde volymen publicerades 2023 och fokuserar på Helsingborgs historia från 1971 till år 2015.
Helsingborgs stad stad har börjat göra de äldre delarna av verket digitalt på nätet genom tjänsten Issuu.

## Volymer

### Första volymen
- Del I : Forntiden och den äldre medeltiden (1925, redaktion Ludvig Magnus Bååth)

Uno Sundelin: Hälsingborgstraktens geologiska historia
Bror Schnittger: Hälsingborgstrakten under forntiden
Jöran Sahlgren: Hälsingborgstraktens ortnamn
Ludvig Magnus Bååth: Hälsingborgs medeltid intill 1250

### Andra volymen
- Del II:1 : Den senare medeltiden (1933, redaktion Ludvig Magnus Bååth)

Ludvig Magnus Bååth: Hälsingborgs medeltid 1250-1536
Harald Fleetwood: Hälsingborgs stads sigill och vapen
- Del II:2 : Medeltida byggnadshistoria (1934, redaktion Ludvig Magnus Bååth)

Torsten Mårtensson: Hälsingborgs slott under medeltiden och Hälsingborgs medeltida kyrkor

### Tredje volymen
- Del III:1 : Dansktidens slutskede (1969, redaktion Gösta Johannesson)

Gösta Johannesson: Näringslivet
- Del III:2 : Dansktidens slutskede (1969, redaktion Gösta Johannesson)

Gösta Johannesson: Förvaltningen och Politisk historia
Torsten Mårtensson: Fästningen

### Fjärde volymen
- Del IV:1 : Försvenskningen (1969, redaktion Gösta Johannesson)

Alf Åberg: Den politiska historien 1658-1718
Torsten Mårtensson: Efterskörd från ett fältslag och Hälsingborgs befästning under svensk tid
Gösta Johannesson: Stadens styrelse och förvaltning
- Del IV:2 : Försvenskningen (1969, redaktion Gösta Johannesson)

Gösta Johannesson: Stadens näringsliv och ekonomi och Den kyrkliga förvaltningen

### Femte volymen
- Del V:1 : Perioden 1718-1862 (1979, redaktion Gösta Johannesson)

Mårten Sjöbeck: Helsingborgslandskapet, belyst av dess markhistoria
Alf Åberg: Den slumrande idyllen
Gösta Johannesson: Frihetstiden och gustavianska tiden (1718-1809): Näringslivet
- Del V:2 : Perioden 1718-1862 (1979, redaktion Gösta Johannesson)

Gösta Johannesson: Frihetstiden och gustavianska tiden (1718-1809): Styrelse och förvaltning och Ståndstidens slutskede (1809-1862): Näringslivet
- Del V:3 : Perioden 1718-1862 (1979, redaktion Gösta Johannesson)

Gösta Johannesson: Ståndstidens slutskede (1809-1862): Styrelse och förvaltning
Torsten Mårtensson: Helsingborgs hamn 1658-1862

### Sjätte volymen
- Del VI:1 : Personhistoriska anteckningar (1979, redaktion Gösta Johannesson)

Margit Rooth: Stadens ämbets- och tjänstemän 1720-1862, Borgerskapets äldste och andra förtroendemän 1666-1862 och Husägare utom borgerskapet deputerade 1802-1862
- Del VI:2 : Bebyggelse, hantverk och manufaktur (1985, redaktion Gösta Johannesson)

Lars-Göran Kindström: Stadsplan och bebyggelse fram till mitten av 1800-talet
Margareta Hansson: Äldre hantverks- och manufakturalster från Helsingborg

### Sjunde volymen
- Del VII:1 : Befolkning, förvaltning, kommunal service 1863-1970 (1992, redaktion Anna Christina Ulfsparre)

Anna Christina Ulfsparre: Helsingborgs befolkningsutveckling och samhällsstruktur och Inte bara överlevnad
Anna-Brita Lövgren: Politik och förvaltning från kommunalreform 1862 till sammanslagning 1971
- Del VII:2 : Industri, försörjning, folkrörelser 1863-1970 (1992, redaktion Anna Christina Ulfsparre)

Mats Johansson: Kontinuitet och förnyelse - Helsingborgs näringslivsutveckling 1863-1970 och Idrottsstaden Helsingborg
Elisabeth Reuterswärd: De fattiga och de rika. Försörjningsvillkor i Helsingborg 1863-1970 och Kampen för en bättre tillvaro. Folkrörelser i Helsingborg
- Del VII:3 : Stadsbild, stadsplanering och arkitektur - Helsingborgs bebyggelseutveckling 1863-1970 (2005, redaktion Anna Christina Ulfsparre)

Henrik Ranby

### Åttonde volymen
- Del VIII:1 : Landsbygden (2010, redaktion Anna Christina Ulfsparre (huvudredaktör), Mats Greiff, Lars-Eric Jönsson, Torgny Fransson, Karin Gustavsson)

Lars-Eric Jönsson: Landsbygdens landskap
Kristina Jennbert: Helsingborgstraktens förhistoria
Peter Carelli: Helsingborgsområdets medeltid (ca 1000-1536)
Stefan Persson: Adelsvälde, ockupation och riksbyte – Utdrag ur Helsingborgstraktens historia under tidigmodern tid
Henrik Svensson: Linjalen läggs i landskapet – skiftesreformerna i Helsingborgsbygden
Solveig Fagerlund: Aktörer på tinget
- Del VIII:2 : Arbete, fritid och politik på landsbygden kring Helsingborg (2012, redaktion Anna Christina Ulfsparre (huvudredaktör), Mats Greiff, Lars-Eric Jönsson, Torgny Fransson, Karin Gustavsson)

Henrik Svensson: Falska byar och koställen
Fredrik Björk: Sockerbetsodling och sockerindustri
Daniel Melchert: Hasslarp och Bland masonitstugor och Dallasvillor – kusten norr om Helsingborg
Charlotte Hagström: Säsongsarbete och vardagsslit i jordbruket
Solveig Fagerlund: Hantverk, binäringar och tidig industriell utveckling
Anna-Brita Lövgren: Politik och förvaltning från kommunalreform 1862 till storkommun 1952
Lars-Eric Jönsson: Socialtjänst i praktiken – landskommunernas sociala myndighetsutövning
Johan A. Lundin: Råå – från fiskeläge till stadsdrömmar och Folkrörelserna i Helsingborgs omland
Jan Fredriksson: Utbyggnaden av kommunerna Kattarp, Mörarp, Vallåkra och Ödåkra och Att vara kommunalpolitiker i en landskommun
Mats Greiff: En folkrörelse skapas – idrotten i Helsingborgs omland

### Nionde volymen
- Del IX:1 : Speglingar av en tid, 1970−2015 (2023, redaktion Mats Greiff, Karin Gustavsson, Lars-Eric Jönsson)

Mats Greiff: Helsingborg i Sverige och Världen – en introduktion
Anja Petersen: Bostadsområdet Dalhem
Anja Petersen: Dalhem – vad hände sen?
Lars-Eric Jönsson: Kroppkarusellen
Lars-Eric Jönsson: LB-färjorna – transport och nöjesliv på sundet
Lars-Eric Jönsson: Gamla Stadsteatern – minnen av ett hus, erfarenheter av en rivning
Lars-Eric Jönsson: Stadshus i välfärdssamhället
Lars-Eric Jönsson: Lasarettet
Joakim Glaser & Karin Gustavsson: Kultur och fritid i Helsingborg